# 小行星17472
小行星17472（17472 Dinah）是一颗绕太阳运转的小行星，为主小行星带小行星。该小行星于1991年3月17日发现。
小行星17472以兒童文學作品《愛麗絲夢遊仙境》的角色黛娜（愛麗絲的姊姊）命名。

## 轨道参数
小行星17472的轨道半长轴为2.3354453 UA，离心率为0.057。